# Martha Diamond
Martha Bonnie Diamond (Nueva York, 1 de mayo de 1944 - 30 de diciembre de 2023) fue una pintora estadounidense. Su obra está incluidas en las colecciones permanentes del Museo Whitney de Arte Americano, el Museo de Arte Moderno de Nueva York y muchas otras instituciones.

## Biografía
Martha Bonnie Diamond se crio en Stuyvesant Town – Peter Cooper Village. Su padre, médico, inspiró su interés por la luz, el espacio y la estructura de la ciudad mientras la llevaba a visitar a sus pacientes. 
Se graduó en el Carleton College de Minnesota. en 1964 y regresó a Nueva York en 1965 después de vivir un año en París. 
Recibió la maestría de la Universidad de Nueva York en 1969,  se mudó a un loft en Bowery y se convirtió en una participante activa en la escena artística y poética del centro. 
Murió el 30 de diciembre de 2023 a la edad de 79 años 

## Trayectoria
Ella ha mencionado estar influenciada por la Escuela de Nueva York. Aunque es conocida principalmente por sus paisajes urbanos expresionistas,  rechazó la etiqueta neoexpresionista que se aplicó a muchos pintores a principios de los años 1980. Diamond afirmó que: 
estoy más preocupada por una visión que por el expresionismo y trato de pintar esa visión de manera realista. Intento pintar mis percepciones en lugar de pintar a través de la emoción"  y su trabajo ha sido descrito como similar a los caprichos de En la Italia del siglo XVIII, "las pinturas de Diamond son una especie de ficción, pero que imparten el carácter del centro de Nueva York. 
La mayor parte de su trabajo abarca desde paisajes urbanos parcialmente abstractos hasta abstracciones puras, a menudo a gran escala. 
Su primera exposición individual tuvo lugar en la Brooke Alexander Gallery en 1976, donde mostró su trabajo hasta la década de 1980.  Fue incluida en la Bienal de Whitney de 1989,  sus paisajes urbanos fueron descritos en el catálogo de la muestra como "abstracciones espectrales de la ciudad, asomando en una atmósfera cargada enriquecida por su libre sentido del color".  Ha realizado exposiciones individuales en el Bowdoin College Museum of Art y el Portland Museum of Art en Maine (1988), en la New York Studio School (2004), entre otros. 

Las pinturas de su exposición de 1988 en Robert Miller fueron descritas en The New York Times como: 
engañosamente simples, llenas de habilidades y decisiones ocultas que sólo se revelan gradualmente. 
La misma reseña señaló que algunas de las obras parecían inacabadas, tema que repitió el presentador de televisión Peter Jennings cuando visitó su loft en el Bowery loft como parte de un evento benéfico años después. "Haré la pregunta grosera", comentó Jennings, "¿Terminaron?" El Times informó que así era.  

El crítico neoyorquino Peter Schjeldahl escribió en 2018: 
Diamond recorre la ciudad con golpes rápidos y cortantes, y sus edificios son tan entusiastamente urbanos como los poemas ambulantes de Frank O'Hara.  
Al revisar una exposición de 2021 de sus pinturas de la década de 1980 en Magenta Plains, Will Heinrich del Times las describió como de "grandeza autónoma y armonía inquietante". 
Diamond formó parte de la Junta de Gobernadores de la Escuela de Pintura y Escultura Skowhegan en Skowhegan, Maine, de 1982 a 2018. 
A partir de 1970 impartió clases en Skowhegan, así como en la Escuela de Artes Visuales de Nueva York y en la Universidad de Harvard .  También apoyó la programación artística del Sindicato Internacional de Trabajadoras de la Confección de Mujeres y el Centro Comunitario Goddard-Riverside. 

## Colecciones
Las pinturas y grabados de Diamond están incluidos en las colecciones permanentes del Museo Whitney de Arte Americano,  el Museo de Arte Moderno,  la Academia Nacional de Diseño,  y el Museo de Brooklyn  en Nueva York;  el Museo de Bellas Artes de Boston ;  el Museo de Arte Farnsworth,  el Museo de Arte de Portland,  el Museo de Arte de Bowdoin College,  y el Museo de Arte de Colby College  en Maine; el Instituto de Arte de Chicago ;  el Alto Museo de Arte de Atlanta;  el Museo de Arte de Carolina del Norte en Raleigh;  el Museo de Bellas Artes de Houston ;  y la Galería Nacional de Australia . 

## Reconocimientos
- En 2001 recibió un Premio de la Academia de Arte de la Academia Estadounidense de Artes y Letras, [36]
- En 2017 recibió un Premio Anónimo Era una Mujer por pintura. [37]
- Fue elegida integrante de la Academia Nacional de Diseño en 2018. [21]

## Mercado del arte
En 2020 creó Martha Diamond Trust que desde entonces ha estado trabajando en un catálogo razonado. 
Diamond está representada por la Galería David Kordansky desde 2023.  Anteriormente expuso con Brooke Alexander Gallery (1976–85) y Robert Miller (1985–94). 